# 默兹河畔努维永
默兹河畔努维永（法語：Nouvion-sur-Meuse，法語發音：[nuvjɔ̃ syʁ møz]）是法国大東部大區阿登省的一个市镇，属于沙勒维尔-梅济耶尔区。

## 地理
默兹河畔努维永（49°42'0"N, 4°47'42"E）面积9.06 平方千米，位于法国大東部大區阿登省，该省份为法国北部内陆省份，西接埃纳省，南至马恩省，东临默兹省，北与比利时接壤。
与默兹河畔努维永接壤的市镇（或旧市镇、城区）包括：沙朗德里-埃莱尔、栋勒梅尼勒、吕姆、维维耶欧库尔、弗里涅默兹、弗利兹。

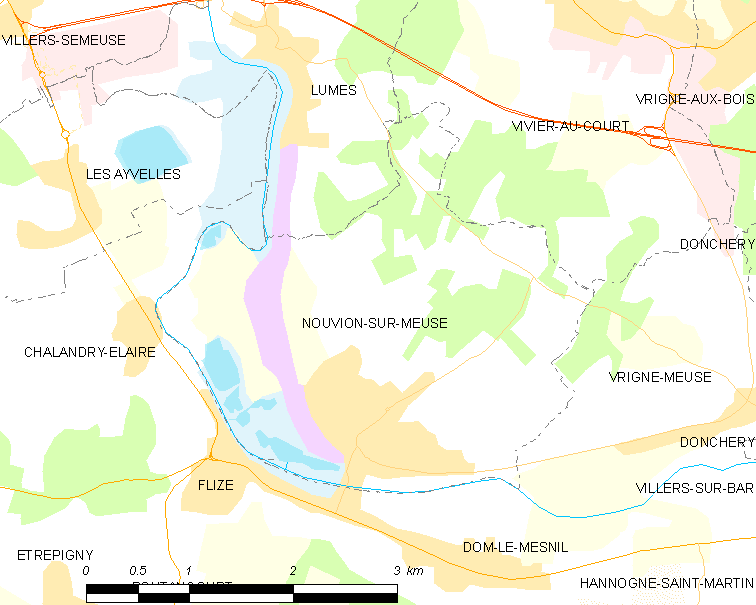
默兹河畔努维永的OSM定位图

默兹河畔努维永的时区为UTC+01:00、UTC+02:00（夏令时）。

## 行政
默兹河畔努维永的邮政编码为08160，INSEE市镇编码为08327。

## 政治
默兹河畔努维永所属的省级选区为默兹河畔努维永县。

## 人口

1962-2008年间默兹河畔努维永人口变化图示

默兹河畔努维永于2022年1月1日时的人口数量为2235人。